# Дуррес (область)
Дуррес (алб. Qarku i Durrësit) — область на заході Албанії. Адміністративний центр — місто Дуррес.

## Адміністративний поділ
До складу області входять округи:
| Округ  | Адміністративний центр | Населення, чол. (2010) | Площа, км² | Муніципалітети                                                                            |
| ------ | ---------------------- | ---------------------- | ---------- | ----------------------------------------------------------------------------------------- |
| Дуррес | Дуррес                 | 242 801                | 433        | Durrës, Gjepalaj, Ishëm, Katund i Ri, Maminas, Manëz, Rrashbull, Shijak, Sukth, Xhafzotaj |
| Круя   | Круя                   | 67 698                 | 333        | Bubq, Cudhi, Fushë-Krujë, Kodër-Thumanë, Krujë, Nikël                                     |

Населення 247 345 осіб (2011), площа 766 км².
Межує з областями:
- Леже на півночі
- Дібер на сході
- Тирана на півдні